# Drăgotești (gmina)
Drăgotești – gmina w Rumunii, w okręgu Gorj. Obejmuje miejscowości Corobăi, Drăgotești i Trestioara. W 2011 roku liczyła 2505 mieszkańców.